# André Hoffmann (piłkarz)
André Hoffmann (ur. 28 lutego 1993 w Essen) – niemiecki piłkarz grający na pozycji pomocnika. Od 2017 roku zawodnik Fortuny Düsseldorf.
Jest wychowankiem MSV Duisburg. Do kadry pierwszego zespołu dołączył w 2011 roku. 3 stycznia 2013 został piłkarzem Hannover 96. W rozgrywkach Bundesligi zadebiutował 18 stycznia 2013 w wyjazdowym meczu przeciwko FC Schalke 04 (5:4 dla Schalke).